# Austrodecus valdiviens
Austrodecus valdiviens is een zeespin uit de familie Austrodecidae. De soort behoort tot het geslacht Austrodecus. Austrodecus valdiviens werd in 1990 voor het eerst wetenschappelijk beschreven door Turpaeva. 